# Virtuell valuta
En virtuell valuta är, till skillnad från en traditionell valuta, en form av oreglerad digital valuta:5 som saknar juridisk status som lagligt betalningsmedel:16, då den vanligtvis utfärdas och kontrolleras av sin upphovsman/systemutvecklare, snarare än av en centralbank. Virtuella valutor används främst vid Internet-betalningar och betalningar inom onlinegemenskaper.

## Historik
Ökad tillgång och användning av Internet efter skapandet av World Wide Web och webbgemenskaper under 1990-talet ledde till att vissa gemenskaper skapade sina egna digitala pengar: virtuella valutor, för att kunna betala för varor och tjänster inom gemenskapen.:11 De virtuella världarna i MMORPG-datorspel som exempelvis EverQuest (1999), EVE Online (2003) och World of Warcraft (2004) är exempel på gemenskaper med virtuella ekonomier som använder enkelriktade virtuella valutor, där tanken är att valutan endast ska kunna användas inom gemenskapen. Utväxlingen av virtuella valutor inom virtuella världar till traditionella valutor sattes på kartan i en artikel från 2001. Vissa virtuella världar, såsom den i Second Life (2003), har dubbelriktade virtuella valutor, vilka är tänkta att kunna växlas ut mot traditionella valutor.
Introduktionen av Bitcoin år 2009 skapade en ny dubbelriktad virtuell valutatyp: kryptovalutan, tänkt att användas i verkligheten. Enligt en rapport från Europeiska centralbanken utgiven i februari 2015 var kryptovalutor (i rapporten kallade "decentraliserade dubbelriktade virtuella valutasystem") den då vanligaste formen av virtuell valuta.:10 I rapporten nämns att ett antal internationella myndigheter, däribland Europeiska kommissionen, börjat diskutera juridiska frågor och hanteringen av virtuella valutor såsom Bitcoin.:29–30

## Virtuella valutasystem
Den tekniska infrastruktur och interna regelverk som krävs för att genomföra betalningar med en virtuell valuta benämns virtuellt valutasystem.:72–73 Virtuella valutasystem är antingen centraliserade eller decentraliserade. I ett centraliserat virtuellt valutasystem administreras konton och betalningar däremellan av en enskild aktör, ofta utgivaren av den virtuella valutan. I ett decentraliserat virtuellt valutasystem hanteras kontoadministration och betalningar av aktörer som ingår i nätverket. Kryptovalutor såsom Bitcoin är decentraliserade, medan virtuella valutasystem inom virtuella världar är centraliserade.
Virtuella valutasystem kan även delas in i slutna, enkelriktade eller dubbelriktade.

### Slutna
Valutan är endast ämnad för användning inom en virtuell ekonomi, till exempel ett onlinespel. Exempel:
- Gold (World of Warcraft)
- ISK (EVE Online)

### Enkelriktade
Valutan är ämnad att växlas in i systemet, men inte tas ut. Exempel:
- Facebook Credits
- Amazon Coins
- Nintendo Points
- Kundkortspoäng
- Kupongkoder

### Dubbelriktade
Valutan är ämnad att både växlas in i systemet och tas ut. Exempel:
- Linden Dollar (Second Life)
- Kryptovalutor